# Изнер, Джон
Джон Ро́берт И́знер (англ. John Robert Isner; род. 26 апреля 1985 года в Гринсборо, США) — американский теннисист; один из самых высоких игроков в истории тенниса (рост — 208 см); полуфиналист одного турнира Большого шлема в одиночном разряде (Уимблдон-2018); победитель 24 турниров ATP (из них 16 в одиночном разряде); бывшая восьмая ракетка мира в одиночном рейтинге. Мировой рекордсмен по количеству эйсов за историю тенниса (14 470).

## Общая информация
Отец — Роберт, мать — Карен. У Джона есть 2 старших брата — Натан и Джордан.
Американец начал заниматься теннисом в 9 лет. Прежде чем прийти в профессиональный тур Изнер окончил университет Джорджии, получив степень в области речевой коммуникации. Джон владеет как форхэндом, так и бэкхэндом, что определяет его как успешного и сильного игрока. Максимальная скорость подачи Джона составляет 228 км/ч.
Женат на девушке по имени Мэдисон МакКинли (с 2 декабря 2017 года). У пары родилось трое детей: дочь Хантер Грэйс (род. 15 сентября 2018)и сыновья Джон Хоббс «Хоббс» (род. 20 октября 2019) и Джеймс МакКинли «Мэк» (род. 12 октября 2021).

## Спортивная карьера

### Начало карьеры

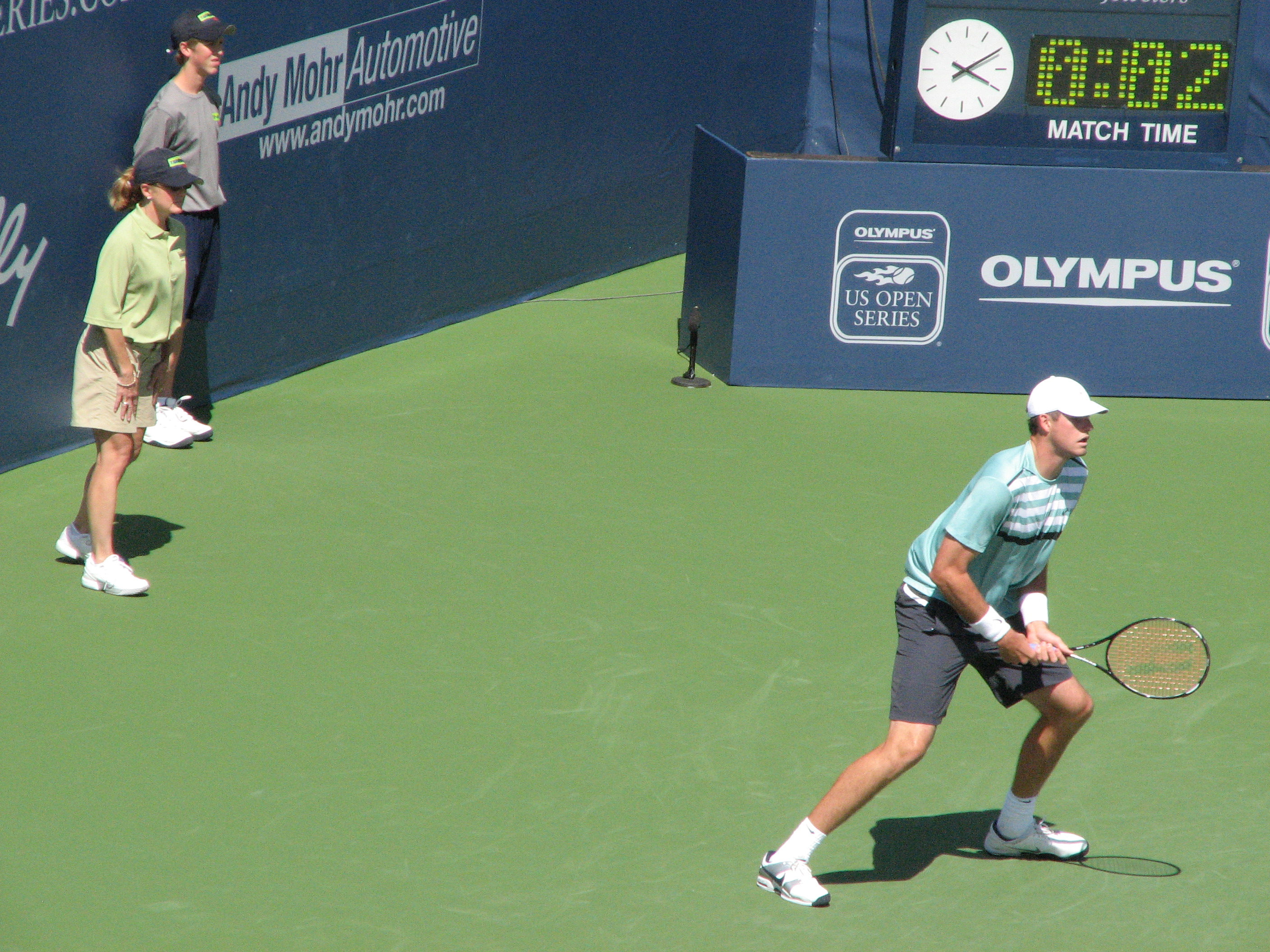
Джон в Индианаполисе-2009.

В 2000-02 годах проходит его недолгая юниорская карьера, где он отметился 2 финалами на не самых престижных одиночных турнирах.
В 2003 году дебютирует на турнире серии «Фьючерс» в Элкине (США). В том же году впервые поучаствовал в турнире Большого шлема — получив «уайлд-кард» в парный турнир Открытого чемпионата США. В период с 2004 по 2007 год Джон играл в студенческой лиге США за университет штата Джорджия. В 2005 году выиграл первый титул категории «фьючерс» — выигран парный турнир в Миссури, а в 2006 году он впервые вышел в одиночный финал на турнирах этой серии.
В 2007 году в возрасте 22-х лет Изнер перешёл в профессионалы. В июне выигрывает первый одиночный турнир из серии «фьючерс». В июле дебютировал в одиночных соревнованиях ATP-тура. Первый матч на этом уровне он сыграл на турнире международной категории ATP в Ньюпорте, но в первом же круге уступил другому гиганту — бельгийцу Дику Норману — 6-7(3), 3-6. Затем Изнеру удалось выиграть дебютный турнир из серии «Челленджер» в Лексингтоне. В начале августа ему чуть не удалось выиграть и первый турнир из серии АТР. На турнире в Вашингтоне он, обыграв Тима Хенмена, Беньямина Беккера, Уэйна Одесника, Томми Хааса и Гаэля Монфиса, смог выйти в финал. В решающем матче он уступил соотечественнику Энди Роддику 4-6, 6-7(4). В итоге 22-летний И́знер чуть было не вошел в историю: в мае он выиграл студенческий чемпионат США, в июне — первый «фьючерс» в карьере, в июле — первый «челленджер» в карьере, а уже в августе мог выиграть турнир АТР, но проиграл в финале турнира. Как результат — всего за две недели он совершил прыжок в одиночном рейтинге с 745-го места на 192-е. На дебютном для себя одиночном турнире из серии Большого шлема доходит до третьего круга Открытого чемпионата США. Там он, взяв первый сет, уступает № 1 в мировом рейтинге Роджеру Федереру 7-6(4), 2-6, 4-6, 2-6, с которым встретился в первый раз.

### 2008—2010

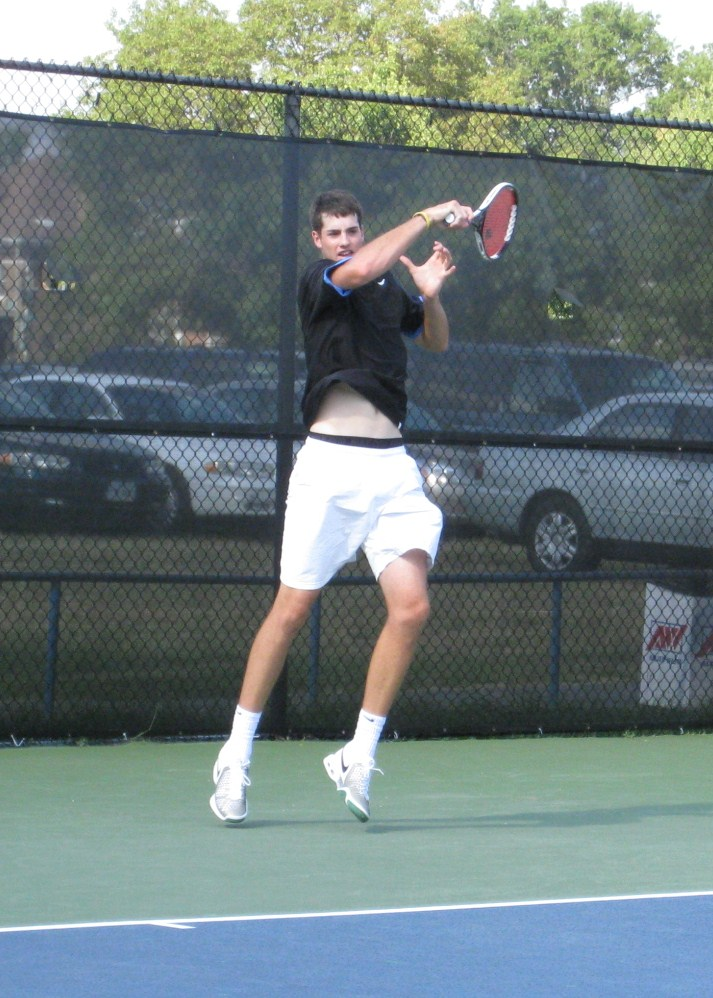
Изнер на турнире в Вашингтоне 2008 года

В январе 2008 года первый раз сыграл на Открытом чемпионате Австралии, но выбыл уже в первом раунде. В феврале смог выйти в четвертьфинал турнира в Сан-Хосе, что позволило Джону впервые подняться в рейтинге в первую сотню.
В мае дебютирует на Открытом чемпионате Франции, где проигрывает в первом раунде. Точно также завершается для него и Уимблдонский турнир. В июле выигрывает первый титул ATP — выигран парный турнир в травяной турнир в Ньюпорте (совместно с Марди Фишем). В августе на турнире в Вашингтоне, где год назад он дошёл до финала, Изнер прошёл в четвертьфинал. В конце сентября он побеждает на турнире «Челленджер» в Лаббоке.
В январе 2009 года на турнире в Окленде, пройдя через квалификационные раунды, вышел в четвертьфинал. На турнире серии Мастерс в Индиан-Уэлсе Джон доходит до четвёртого круга (обыграв по ходу Гаэля Монфиса и Марата Сафина). В апреле он вышел в четвертьфинал в Хьюстоне и выиграл «Челленджер» в Таллахасси. В июле вышел в полуфинал в Индианаполисе и четвертьфинал в Лос-Анджелесе. На турнире в Вашингтоне он смог дойти до полуфинала (в том числе выиграв у Жо-Вильфрида Тсонга и Томаша Бердыха, но уступив Энди Роддику. Реванш у своего соотечественника он взял в матче третьего раунда Открытого чемпионата США, обыграв Роддика в пяти сетах 7-6(3), 6-3, 3-6, 5-7, 7-6(5). В четвёртом раунде он проиграл Фернандо Вердаско. В сентябре вышел в четвертьфинал турнира в Бангкоке. 2009 год он завершил на 39-м месте в рейтинге.

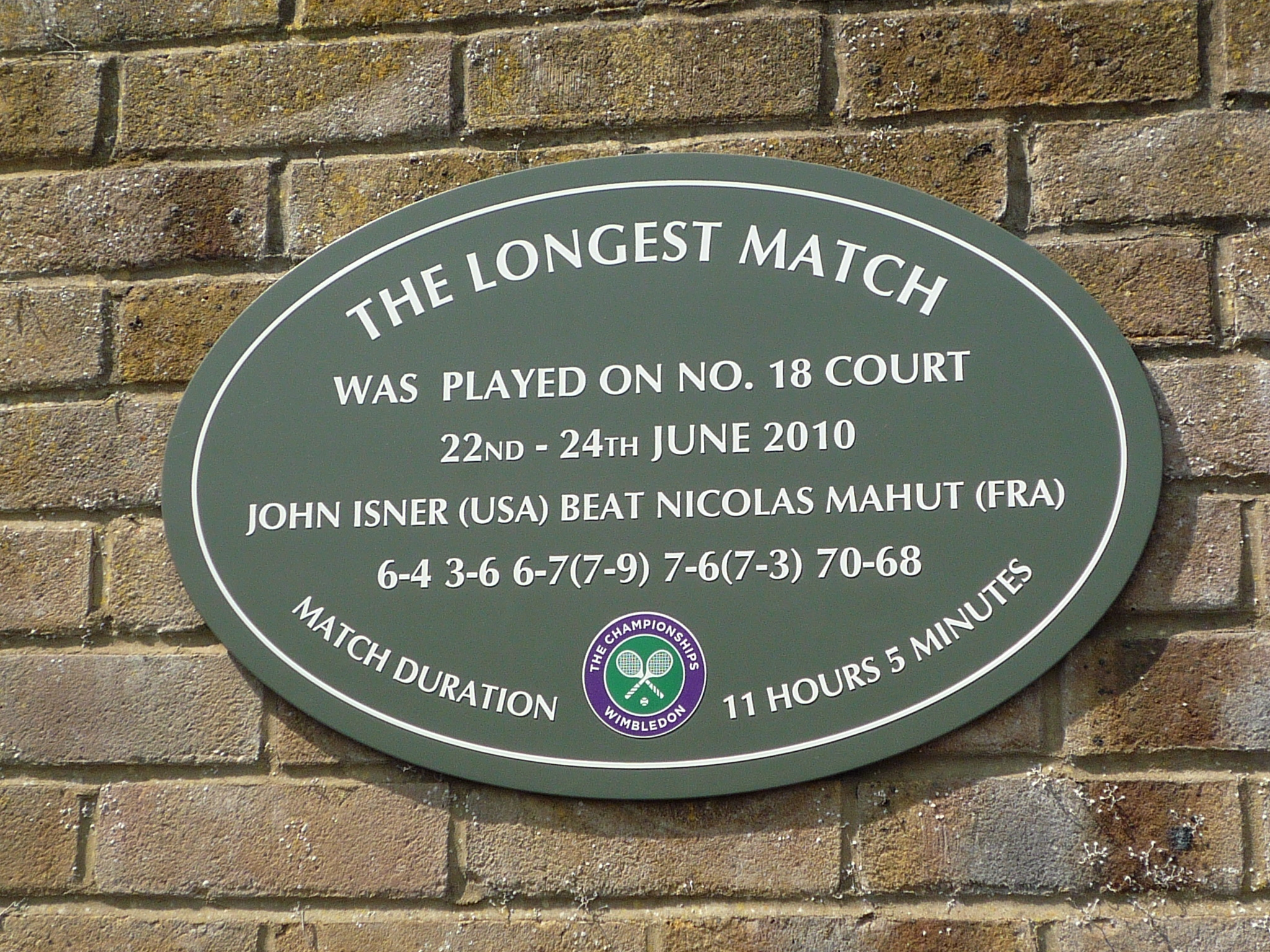
Табличка на корте № 18 Уимблдона, посвященная самому длинному матчу в истории Изнер-Маю 22-24 июня 2010 года

В январе 2010 года выиграл первый одиночный турнир ATP — в финале турнира в Окленде переигран Арно Клеман 6-3, 5-7, 7-6(2). Затем удалось дойти до 4-го круга на Открытом чемпионате Австралии. В феврале в Мемфисе удалось впервые дойти до финала турнира категории ATP 500 (причём сразу и в паре и в одиночном турнире) — одиночный финал выиграть не удалось, а в паре (вместе с соперником по одиночному финалу — Сэмом Куэрри) была одержана победа. Затем Джон дебютирует за сборную в матче Кубка Дэвиса — в первом раунде турнира против сербов ему выпадает поучаствовать сразу в трёх встречах: одиночные он уступает (правда лидеры соперников Новак Джокович и Виктор Троицки делают это только за 9 сетов или более чем 7 часов), а парную (вместе с Бобом Брайаном) они берут у дуэта Зимонич / Типсаревич. В марте Изнер снова доходит до четвёртого круга в Индиан-Уэлсе — взяв реванш у Куэрри в третьем круге; он уступает в четвёртом Рафаэлю Надалю. В паре дуэт Изнер / Куэрри доходит до полуфинала. Начало грунтового сезона не особо задалось — за 2 турнира в Хьюстоне и Риме выигран в сумме лишь один матч; зато в парном разряде дуэт Изнер / Куэрри берёт новую планку, добираясь до финала римского турнира категории ATP 1000.
А дальше и в одиночке всё стало налаживаться — Джон доходит до финала в Белграде, где, имея матчбол во втором сете, всё же уступает титул соотечественнику Сэму Куэрри. Затем Изнер доходит до третьего круга турнира в Мадриде, где уступает Надалю. Последний турнир перед Ролан Гаррос Джон проводит в Дюссельдорфе — сборная США с Изнером в составе доходит до финала, где уступает Аргентине. Джон проводит три матча. На последовавшем затем Ролан Гаррос Изнер доходит до третьего раунда, где уступает Томашу Бердыху. На Уимблдоне Джон сыграл всего лишь 2 матча, но первый из них (против Николя Маю) вошёл в историю тенниса, как самый продолжительный матч, длившийся 11 часов 5 минут. Возвращение в тур состоялось в конце июля в Атланте. В одиночке Джон дошёл до финала, где уступил на тай-брейке решающего сета Марди Фишу, а в паре дуэт Изнер/Блейк уступил в полуфинале. В дальнейшем Джон доходит до третьего круга на Открытом чемпионате США и отмечается в полуфинале в Пекине. Год завершает на 19-й строчке одиночного рейтинга.

### 2011—2013

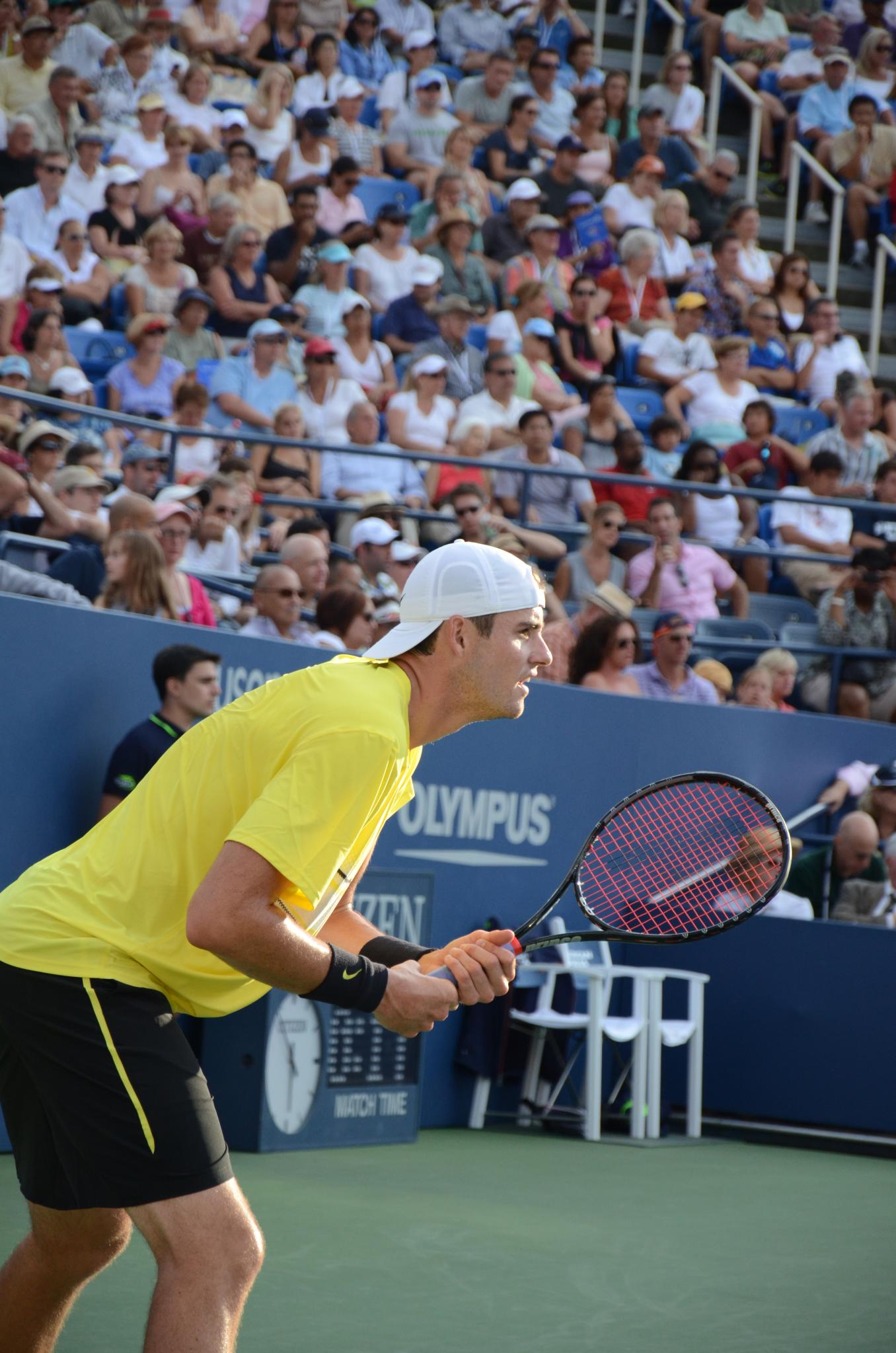
Изнер на Открытом чемпионате США-2011

Новый сезон вновь начался на выставочном командном турнире в Перте. Джон выиграл 3 из 4 одиночных матчей (уступив Энди Маррею) и 2 из 3 матчей в миксте (в паре с Бетани Маттек-Сандс). Подобных результатов хватило для победы сборной США на этом турнире. Дальнейший сезон прошёл куда более скудно — множество поражений в равных матчах на ранних стадиях турниров опускают Изнера всё ниже в рейтинге и к Ролан Гаррос он уже не попадает в список сеяных. Впрочем, это не сказывалось на его спортивной форме — на том же открытом первенстве Франции он вновь проиграл очень быстро (в первом круге — тогдашнему лидеру одиночного рейтинга ATP Рафаэлю Надалю), однако стал единственным, кто выиграл у испанца на том турнире сразу два сета. Травяной сезон чуть переломил общую тенденцию погружения в рейтинге: на Уимблдоне сравнительно легко был обыгран Николя Маю, а затем был взят второй в карьере одиночный титул — в Ньюпорте.
Весьма результативно был проведён и североамериканский хардовый сезон: Джон доходит до финала в Атланте, выходит в полуфинал на турнире ATP 500 в Вашингтоне. На два турнира серии Masters пришёлся небольшой спад в результатах (один выигранный матч на оба турнира), но следом Изнер вновь стал одерживать одну победу за другой: на протяжении девяти матчей никто не мог обыграть высокорослого американца и лишь в 1/4 финала Открытого чемпионата США это удалось британцу Энди Маррею. По ходу этой серии на турнире в Уинстон-Сейлеме Джон завоевал свой третий титул ATP. В конце года американец доходит до первого в карьере полуфинала на соревнованиях категории ATP 1000, выйдя туда на соревнованиях зального турнира в Париже. Попутно одержана дебютная победа над тогдашней пятой ракеткой мира — испанцем Давидом Феррером. Парный год вновь игрался с Куэрри. Основные успехи пришлись на весну — американцы дошли до полуфинала в Мадриде, вышли в финал в Хьюстоне и выиграли турнир серии Мастерс в Риме.
В самом начале травяного сезона постоянный партнёр Джона — Сэм Куэрри — надолго выбыл из соревнований из-за проблем с локтем. В его отсутствие Изнер появлялся в заявках парных турниров заметно реже. Несколько попыток сыграть с Джеймсом Блейком не принесли особых успехов. На финише года были сыграны несколько турниров с южноафриканцем Кевином Андерсоном. Высокорослый дуэт отметился неплохими результатами на соревновании ATP 500 в Валенсии, где дошёл до полуфинала, обыграв несколько весьма сильных пар.
Вхождение в новый сезон проходило постепенно. На Открытом чемпионате Австралии Джон добрался до третьего круга, сыграв два пятисетовых матча: одержав победу над Давидом Налбандяном и проиграв Фелисиано Лопесу. Спустя несколько недель, в рамках уик-энда Кубка Дэвиса, Изнер одержал свою самую значимую, на тот момент личную победу, переиграв в четырёх сетах одного из сильнейших теннисистов того времени — швейцарца Роджера Федерера. Американцы позже довели матч до разгромной победы. До первого в сезоне турнира ATP 1000 Джон сыграл ещё два турнира и добился в них полуфинала в Делрей-Бич и четвертьфинала в Мемфисе. После длительной паузы была воссоздана пара с Куэрри — американцы отмечают это событие полуфиналом турнира в Мемфисе. На самом турнире в Индиан-Уэлсе, Изнер проводит две лучшие игровые недели своей карьеры, выйдя в финалы обоих турниров. В полуфинале одиночного соревнования обыгран действующий лидер рейтинга Новак Джокович. Однако завоевать ни один из титулов не удаётся — в одиночном разряде Изнер уступает Роджеру Федереру, а в паре — дуэту Марк Лопес / Рафаэль Надаль. В апреле он вышел в финал на турнире в Хьюстоне, но упустил титул, проиграв Хуану Монако. На Открытом чемпионате Франции Изнер проиграл во втором раунде, а на Уимблдонском уже в первом. В июле он смог защитить свой прошлогодний титул на турнире в Ньюпорте, выиграв в финале Ллейтона Хьюитта 7-6(1), 6-4. Затем на турнире в Атланте он дошёл до полуфинала. В конце июля Изнер принял участие в летних Олимпийских играх 2012 года в Лондоне. Эта Олимпиада стала дебютной в его карьере. В одиночном разряде Изнер обыграл Оливье Рохуса, Малика Джазири, Янко Типсаревича и вышел в четвертьфинал. В борьбе за выход в полуфинал он уступил будущему серебряному призёру этой олимпиады Роджеру Федереру 4-6, 6-7(5). В мужском парном разряде вместе с Роддиком он выбывает уже в первом раунде.
После Олимпиады на турнире Мастерс в Торонто смог дойти до полуфинала. Затем ему удается завоевать пятый в карьере одиночный титул, защитив его на турнире в Уинстон-Сейлеме. На Открытом чемпионате США проиграл в третьем раунде Филиппу Кольшрайберу 4-6, 6-3, 6-4, 3-6, 4-6. В оставшийся отрезок сезона Изнер провёл четыре турнира, выиграв на них лишь пару матчей; попытка американцев что-то противопоставить в полуфинале Кубка Дэвиса испанцам кончилась поражением со счётом 1-3, а Джон проиграл оба своих матча: сначала Николасу Альмагро в пяти сетах, а затем Давиду Ферреру в четырёх.
Сезон 2013 года был ознаменован для американца локальными проблемами с коленями: в начале года из-за этого он вынужден был пропустить Открытый чемпионат Австралии, а позже уже во втором раунде снялся с Уимблдона. Поиски лучшей игровой формы в первой половине года некоторое время были не слишком результативны и Джон не только не смог вновь бороться за место в топ-10, но и скатился на 23-ю строчку рейтинга. В феврале он вышел в полуфинал турнира в Сан-Хосе, а затем до этой же стадии добрался на турнире в Делрей-Бич. На фоне общих неудач в конце апреля американец выигрывает свой первый титул в основном туре ассоциации на грунтовом покрытии: выиграв на призе в Хьюстоне множество сложных матчей, а в финале переиграв Николаса Альмагро (6-3, 7-5).
Летом 2013 года, с возвращением в Северную Америку, Изнер постепенно вернул былую форму и вновь поднялся в середину второй двадцатки рейтинга. В этот период Джон сыграл в полуфинале турнира в Ньюпорте, победил в Атланте, где в финале обыграл Кевина Андерсона — 6-7(3), 7-6(2), 7-6(2), и вышел в финал турнира в Вашингтоне и Мастерса Цинциннати (где на пути к своему второму титульному матчу на турнирах серии Мастерс последовательно обыграл Новака Джоковича и Хуана Мартина дель Потро, а в решающем матче уступил Рафаэлю Надалю). Продолжить удачную серию на Открытом чемпионате США не удалось: как и год назад в третьем круге непреодолимым препятствием для американца стал Филипп Кольшрайбер. В осенней части сезона он выступил менее продуктивно, сыграв на четырёх турнирах, из которых лучшим стал Пекин, где Изнер вышел в четвертьфинал.

### 2014—2016
2014 год Изнер начал с победы на турнире в Окленде, где в решающем матче он одолел Лу Яньсюня — 7-6(4), 7-6(7). После неудачного выступления на Открытом чемпионате Австралии (вылет в первом же раунде), он вышел в полуфинал зального турнира в Делрей-Бич. В марте Изнер сумел пробиться в 1/2 финала Мастерса в Индиан-Уэлсе и вернулся, благодаря этому, на небольшое время в топ-10. В грунтовой части сезона он не выдавал сильных результатов, но на Открытом чемпионате Франции впервые пробился в стадию четвёртого раунда. Уимблдон завершился для американца в третьем раунде. В июле Изнер смог защитить прошлогодний титул на турнире в Атланте, обыграв в финале теннисиста из Израиля Дуди Селу — 6-3, 6-4. На Открытом чемпионате США жребий удивительным образом третий год подряд свёл на стадии третьего раунда Изнера с немцем Кольшрайбером, и, как и ранее, победу одержал немецкий теннисист. В осенней части сезона Джон только один раз смог выйти в четвертьфинал и произошло это на турнире в Пекине.

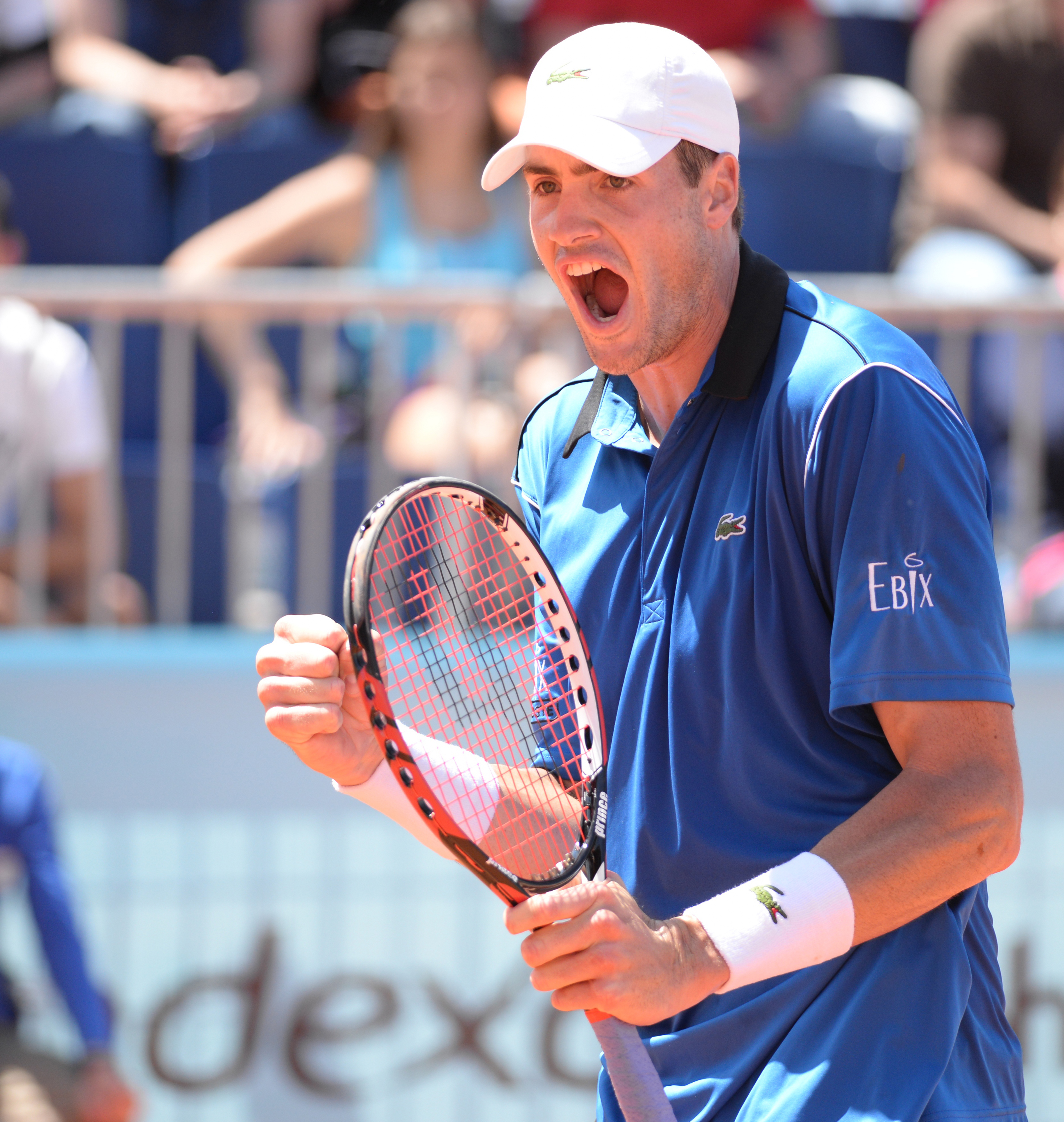
Изнер на Мастерсе в Мадриде 2015 года

Изнер начал официальный сезон 2015 года с Открытого чемпионата Австралии, где выбыл в третьем раунде. Весной он хорошо выступил на Мастерсе в Майами. После победы в первом матче над россиянином Андреем Рублёвым, Изнер в третьем раунде переиграл № 11 в мире на тот момент Григора Димитрова (7-6(2), 6-2). Затем он одержал победу над двумя теннисистами из топ-10: № 6 в мире Милошем Раоничем — 6-7(3), 7-6(6), 7-6(5) и № 5 Кэем Нисикори — 6-4, 6-3. Таким образом, Изнер вышел в полуфинал, где не смог справиться с первой ракеткой мира Новаком Джоковичем — 6-7(3), 2-6. В мае он доиграл до четвертьфинала на Мастерсе в Мадриде. На турнире в Ницце вышел в полуфинал, а на Ролан Гаррос выбыл во втором раунде.
Перейдя в июне 2015 года с грунта на траву, Изнер сыграл в четвертьфинале турнира в Лондоне. На Уимблдонском турнире он проиграл в драматичном матче Марину Чиличу в третьем раунде. Их поединок продолжался четыре с половиной часа и закончился в последнем сете при счёте 12-10 в пользу хорвата. В июле Изнер третий год подряд выиграл турнир в Атланте. В финале он обыграл Маркоса Багдатиса (6-3, 6-3) и в итоге взял свой 10-й одиночный титул за карьеру в Мировом туре. После этого Изнер вышел в финале турнира в Вашингтоне, но проиграл в нём Кэю Нисикори (6-4, 4-6, 4-6). На Мастерсе в Монреале Джон доиграл до четвертьфинала, а на Открытом чемпионате США вышел в четвёртый раунд, где проиграл Роджеру Федереру. В ноябре Изнер смог взять реванш у швейцарца — 7-6(3), 3-6, 7-6(5), во второй раз в карьере обыграв Федерера в очном поединке. Произошло это в третьем раунде Мастерса в Париже, после чего он вышел в четвертьфинал.
На старте сезона 2016 года Изнер вышел в четвертьфинал турнира в Окленде, а на Открытом чемпионате Австралии доиграл до четвёртого раунда. В апреле он сыграл в полуфинале турнира в Хьюстоне на грунте. В конце мая на Ролан Гаррос Джон доиграл до четвёртого раунда, а в конце июне до третьего раунда на Уимблдоне. В июле он вышел в 1/4 финала турнира в Вашингтоне, а в начале августа добрался до финала турнира в Атланте, где до этого три раза подряд брал титул. На этот раз стать чемпионом турнира ему не удалось, в решающем матче Изнер уступил австралийцу Нику Кирьосу со счётом 6-7(3), 6-7(4). Открытый чемпионат США завершился для него в третьем раунде. В октябре Мастерс в Шанхае принёс Джону титул в парном разряде, который он завоевал в партнёрстве с Джеком Соком. В ноябре на Мастерсе в Париже Изнер смог дойти до финала — третьего в карьере на турнирах данной серии. В борьбе за престижный трофей он проиграл второй ракетке мира Энди Маррею со счётом 3-6, 7-6(4), 4-6.

### 2017—2019
В 2017 году Изнер стартовал с четвертьфинала на турнире в Окленде, а на Открытом чемпионате Австралии проиграл уже во втором раунде. В феврале он вышел в четвертьфинал турнира в Мемфисе, а в апреле до той же стадии на турнире в Хьюстоне. В мае на Мастерсе в Риме Изнер обыграл двух теннисистов из топ-10 (№ 3 Стэна Вавринку и № 8 Марина Чиилича) и вышел в полуфинал. За выход в финал он поборолся с Александром Зверевым и проиграл в трёх сетах. На Ролан Гаррос американский теннисист выбыл в третьем раунде, а на Уимблдоне оступился уже во втором.
В июле 2017 года Изнер выиграл титул на травяном турнир в Ньюпорте. Состав турнира был довольно слабый, на своем пути он не встретился ни с одним теннисистом из топ-100, а в финале обыграл № 249 в мире Мэттью Эбдена — 6-3, 7-6(4). В том месяце Джон выиграл ещё один турнир, взяв в четвёртый раз в карьере главный приз турнира в Атланте. В решающем матче он одолел Райана Харрисона — 7-6(6) 7-6(7). В августе на Мастерсе в Цинциннати Изнер имел легкую сетку и смог пройти в полуфинал. На Открытом чемпионате США Изнер проиграл на стадии третьего раунда. В осенней части сезона он лучше всего выступил на Мастерсе в Париже, где обыграл Диего Шварцмана, Григора Димитрова и Хуана Мартина дель Потро. Попав в полуфинал, он неожиданно проиграл № 77 в мире Филипу Краиновичу.
Джон Изнер неожиданно неудачно выступил на Открытом чемпионате Австралии и в первом же круге уступил хозяину турнира Мэттью Эбдену. В марте он результативно выступил на крупных американских турнирах серии Мастерс. Сначала в Индиан-Уэлсе в партнёрстве с Джеком Соком смог выиграть парный трофей. В финале их дуэт победил известных парников братьев Брайанов — 7-6(4) 7-6(2). На следующем турнире серии в Майами, Джон показал классный теннис и одержал победу уже в одиночных соревнованиях. В матче за титул 1 апреля Изнер встретился с Александром Зверевым, в трёх сетах игра закончилась в пользу американца — 6-7(4), 6-4, 6-4. Этот титул стал первым в карьере Изнера на турнирах серии Мастерс в одиночном разряде и принёс ему попадание в топ-10 мирового рейтинга.
В грунтовой части сезона 2018 года Изнер три раза доходил до четвертьфинала (на турнирах в Хьюстоне и Лионе, а также на Мастерсе в Мадриде). На Открытом чемпионате Франции он повторил свой лучший результат для этого турнира, пройдя в четвёртый раунд. В июле на Уимблдоне Изнер дошёл до полуфинала, где проиграл Кевину Андерсону в тяжелейшем пятисетовом матче. Их встреча продолжалась 6 часов 36 минут и закончилась при счёте 6-7(6), 7-6(5), 7-6(9), 4-6, 24-26, в пользу южноафриканца. Этот матч стал четвёртым по продолжительности в истории и вторым на Больших шлемах после матча Изнера против Маю на Уимблдоне 2010 года. Выход в полуфинал это наивысшее достижение Изнера в карьере на турнирах серии Большого Шлема, которое принесло американцу самую высокую позицию в одиночном рейтинге — 8-е место.
В конце июля 2018 года Изнер традиционно победил на турнире в Атланте (уже в пятый раз) и второй год подряд в финале переиграл Райана Харрисона — 5-7, 6-3, 6-4. На Открытом чемпионате США он впервые с 2011 года смог дойти до четвертьфинала. В октябре Джон вышел в полуфинал на зальном турнире в Стокгольме. К концу сезона Изнер занимал 10-ю строчку рейтинга, и, благодаря травмам Рафаэля Надаля и Хуана Мартина дель Потро, впервые попал в восьмерку лучших теннисистов, которые играли на Итоговом турнире. В своей группе Изнер выступил неудачно, проиграв все три матча (Джоковичу, Чилиу и Звереву). По итогу 2018 года американец впервые завершил сезон в топ-10 мирового рейтинга.
На Открытом чемпионате Австралии 2019 года Изнер проиграл в первом раунде соотечественнику Райли Опелке. В начале февраля на турнире в Нью Йорке он вновь в полуфинале встретился с Опелкой и опять проиграл ему в трёх сетах на тай-брейках. После этого Изнер ещё дважды подряд доходил до полуфиналов: на турнирах в Делрей-Бич и Акапулько. В конце марта Изнер остановился в шаге от защиты титула на Мастерсе в Майами. В финале он проиграл швейцарцу Роджеру Федереру со счётом 1-6, 4-6. На турнире в Майами Изнер получил травму стопы, из-за которой не принимал участие в соревнованиях до июля.
Первым турниром после травмы стал для Изнера Уимблдон 2019 года. На нём он сыграл два матча, проиграв во втором раунде. После него он выиграл турнир в Ньюпорте, переиграв в финале казахстанского теннисиста Александра Бублика в двух сетах со счётом 7-6(2), 6-3. На Открытом чемпионате США Изнер дошёл до третьего раунда, но проиграл Марину Чиличу в четырёх сетах. В сентябре он принял участие в Кубке Лейвера за сборную мира, где проиграл в одиночке Роджеру Федереру, но обыграл Александра Зверева. До конца сезона Изнер только один раз сыграл в четвертьфинале на турнире в Пекине.

### 2020—2023
В январе 2020 года Изнер вышел в полуфинал турнира в Окленде. На Открытом чемпионате Австралии он добрался до третьего раунда, где не доиграл матч и уступил дорогу в следующий раунд Стэну Вавринке. В феврале на турнире в Акапулько американцу удалось выйти в полуфинал. После паузы в сезоне сыграл на трёх турнирах, где смог выиграть три матча.
На старте сезона 2021 года Изнер вышел в четвертьфинал в Делрей-Бич. Отрезок сезона в Австралии он пропустил и вернулся в Тур в марте. На Мастерсе в Майами доиграл до четвёртого раунда. В мае вышел в 1/4 финала Мастерса в Мадриде, обыграв среди прочих № 7 в мире Андрея Рублёва (7-6, 3-6, 7-6). На Ролан Гаррос он доиграл до третьего раунда, а на Уимблдоне выбыл уже в первом. В июле Изнер вышел в полуфинал турнира в Кабо-Сан-Лукасе, а в парном разряде смог взять титул в команде с Хансом Хачом Вердуго. На следующем турнире в Атланте ему удалось обновить рекорд местного соревнования и в шестой раз взять титул. На Мастерсе в Торонто удалось выйти в полуфинал, обыграв в том числе ещё раз Андрея Рублева и в четвертьфинале Гаэля Монфиса.
В феврале 2022 года на турнире в Далласе Изнер вышел в полуфинал. На весенней связке Мастерсов в США Изнер повторил достижение 1989 года Якоба Хласека, сумев выиграть оба турнира в парном разряде с разными партнёрами (в Индиан-Уэлсе с Джеком Соком, а в Майами с Хубертом Хуркачем). Грунтовый отрезок сезона Изнер начал с выхода в финал турнира в Хьюстоне. В мае на Мастерсе в Риме был оформлен выход в парный финал в партнёрстве Диего Шварцманом. На Ролан Гаррос и Уимблдоне Изнер вышел в третий раунд. В июле на турнире в Ньюпорте Изнер вышел в полуфинал. В августе на Мастерсе в Цинциннати удалось выйти в четвертьфинал.
2023 год стал последним в карьере Изнера. В феврале он сыграл в своём заключительном финале на турнире в Далласе. В июле в Ньюпорте он смог достигнуть полуфинала. Завершил карьеру Изнер на Открытом чемпионате США, где во втором раунде уступил соотечественнику Майклу Ммо.

## Рейтинг на конец года
| Год  | Одиночный рейтинг | Парный рейтинг |
| 2023 | 172               | 192            |
| 2022 | 41                | 20             |
| 2021 | 24                | 206            |
| 2020 | 25                | 184            |
| 2019 | 19                | 182            |
| 2018 | 10                | 59             |
| 2017 | 17                | 100            |
| 2016 | 19                | 54             |
| 2015 | 11                | 122            |
| 2014 | 19                | 170            |
| 2013 | 14                | 193            |
| 2012 | 14                | 94             |
| 2011 | 18                | 36             |
| 2010 | 19                | 31             |
| 2009 | 34                | 97             |
| 2008 | 144               | 106            |
| 2007 | 106               | 226            |
| 2006 | 844               | 669            |
| 2005 | 954               | 722            |

По данным официального сайта ATP на последнюю неделю года.

## Выступления на турнирах

### Финалы турнировATPв одиночном разряде (31)

#### Победы (16)
| Титулы (до/после 2009)                 |
| -------------------------------------- |
| Турниры Большого шлема (0)*            |
| Итоговый турнир ATP (0)                |
| Мастерс (1+5)                          |
| АТР International Gold / АТР 500 (0+1) |
| АТР International / АТР 250 (15+2)     |

| Титулы по покрытиям | Титулы по месту проведения матчей турнира |
| ------------------- | ----------------------------------------- |
| Хард (11+6)*        | Зал (0+1)                                 |
| Грунт (1+1)         | Зал (0+1)                                 |
| Трава (4+1)         | Открытый воздух (16+7)                    |
| Ковёр (0)           | Открытый воздух (16+7)                    |

* количество побед в одиночном разряде + количество побед в парном разряде.
| №   | Дата            | Турнир                     | Покрытие | Соперник в финале | Счёт                 |
| 1.  | 16 января 2010  | Окленд, Новая Зеландия     | Хард     | Арно Клеман       | 6-3 5-7 7-6(2)       |
| 2.  | 10 июля 2011    | Ньюпорт, США               | Трава    | Оливье Рохус      | 6-3 7-6(6)           |
| 3.  | 27 августа 2011 | Уинстон-Сейлем, США        | Хард     | Жюльен Беннето    | 4-6 6-3 6-4          |
| 4.  | 15 июля 2012    | Ньюпорт, США (2)           | Трава    | Ллейтон Хьюитт    | 7-6(1) 6-4           |
| 5.  | 25 августа 2012 | Уинстон-Сейлем, США (2)    | Хард     | Томаш Бердых      | 3-6 6-4 7-6(9)       |
| 6   | 14 апреля 2013  | Хьюстон, США               | Грунт    | Николас Альмагро  | 6-3 7-5              |
| 7.  | 28 июля 2013    | Атланта, США               | Хард     | Кевин Андерсон    | 6-7(3) 7-6(2) 7-6(2) |
| 8.  | 11 января 2014  | Окленд, Новая Зеландия (2) | Хард     | Лу Яньсюнь        | 7-6(4) 7-6(7)        |
| 9.  | 27 июля 2014    | Атланта, США (2)           | Хард     | Дуди Села         | 6-3 6-4              |
| 10. | 2 августа 2015  | Атланта, США (3)           | Хард     | Маркос Багдатис   | 6-3 6-3              |
| 11. | 23 июля 2017    | Ньюпорт, США (3)           | Трава    | Мэттью Эбден      | 6-3 7-6(4)           |
| 12. | 30 июля 2017    | Атланта, США (4)           | Хард     | Райан Харрисон    | 7-6(6) 7-6(7)        |
| 13. | 1 апреля 2018   | Майами, США                | Хард     | Александр Зверев  | 6-7(4) 6-4 6-4       |
| 14. | 29 июля 2018    | Атланта, США (5)           | Хард     | Райан Харрисон    | 5-7 6-3 6-4          |
| 15. | 21 июля 2019    | Ньюпорт, США (4)           | Трава    | Александр Бублик  | 7-6(2) 6-3           |
| 16. | 1 августа 2021  | Атланта, США (6)           | Хард     | Брэндон Накасима  | 7-6(8) 7-5           |

#### Поражения (15)
| №   | Дата            | Турнир             | Покрытие   | Соперник в финале      | Счёт                  |
| 1.  | 5 августа 2007  | Вашингтон, США     | Хард       | Энди Роддик            | 4-6 6-7(4)            |
| 2.  | 21 февраля 2010 | Мемфис, США        | Хард (зал) | Сэм Куэрри             | 7-6(3) 6-7(5) 3-6     |
| 3.  | 9 мая 2010      | Белград, Сербия    | Грунт      | Сэм Куэрри             | 6-3 6-7(4) 4-6        |
| 4.  | 25 июля 2010    | Атланта, США       | Хард       | Марди Фиш              | 6-4 4-6 6-7(4)        |
| 5.  | 24 июля 2011    | Атланта, США (2)   | Хард       | Марди Фиш              | 6-3 6-7(6) 2-6        |
| 6.  | 18 марта 2012   | Индиан-Уэлс, США   | Хард       | Роджер Федерер         | 6-7(7) 3-6            |
| 7.  | 15 апреля 2012  | Хьюстон, США       | Грунт      | Хуан Монако            | 2-6 6-3 3-6           |
| 8.  | 4 августа 2013  | Вашингтон, США (2) | Хард       | Хуан Мартин дель Потро | 6-3 1-6 2-6           |
| 9.  | 18 августа 2013 | Цинциннати, США    | Хард       | Рафаэль Надаль         | 6-7(8) 6-7(3)         |
| 10. | 8 августа 2015  | Вашингтон, США (3) | Хард       | Кэй Нисикори           | 6-4 4-6 4-6           |
| 11. | 7 августа 2016  | Атланта, США (3)   | Хард       | Ник Кирьос             | 6-7(3) 6-7(4)         |
| 12. | 6 ноября 2016   | Париж, Франция     | Хард (зал) | Энди Маррей            | 3-6 7-6(4) 4-6        |
| 13. | 31 марта 2019   | Майами, США        | Хард       | Роджер Федерер         | 1-6 4-6               |
| 14. | 10 апреля 2022  | Хьюстон, США (2)   | Грунт      | Райли Опелка           | 3-6 6-7(7)            |
| 15. | 12 февраля 2023 | Даллас, США        | Хард (зал) | У Ибин                 | 7-6(4) 6-7(3) 6-7(12) |

### Финалычелленджерови фьючерсов в одиночном разряде (5)

#### Победы (4)
| Титулы             |
| Челленджеры (3+2)* |
| Фьючерсы (1+1)     |

| Титулы по покрытиям | Титулы по месту проведения матчей турнира |
| ------------------- | ----------------------------------------- |
| Хард (4+3)*         | Зал (0+1)                                 |
| Грунт (0)           | Зал (0+1)                                 |
| Трава (0)           | Открытый воздух (4+2)                     |
| Ковёр (0)           | Открытый воздух (4+2)                     |

* количество побед в одиночном разряде + количество побед в парном разряде.
| №  | Дата             | Турнир             | Покрытие | Соперник в финале | Счёт           |
| 1. | 1 июля 2007      | Шингл-Спрингс, США | Хард     | Иван Миранда      | 6-4 7-6(11)    |
| 2. | 29 июля 2007     | Лексингтон, США    | Хард     | Брайан Уилсон     | 6-7(9) 6-3 6-4 |
| 3. | 28 сентября 2008 | Лаббок, США        | Хард     | Фрэнк Данцевич    | 7-6(2) 4-6 6-2 |
| 4. | 25 апреля 2009   | Таллахасси, США    | Хард     | Дональд Янг       | 7-5 6-4        |

#### Поражение (1)
| №  | Дата        | Турнир    | Покрытие | Соперник в финале | Счёт       |
| 1. | 2 июля 2006 | Чико, США | Хард     | Бруно Эчагарай    | 6-7(7) 5-7 |

### Финалы турнировATPв парном разряде (14)

#### Победы (8)
| №  | Дата            | Турнир                  | Покрытие   | Партнёр          | Соперники в финале                   | Счёт           |
| 1. | 13 июля 2008    | Ньюпорт, США            | Трава      | Марди Фиш        | Рохан Бопанна Айсам-уль-Хак Куреши   | 6-4 7-6(1)     |
| 2. | 21 февраля 2010 | Мемфис, США             | Хард (зал) | Сэм Куэрри       | Джордан Керр Росс Хатчинс            | 6-4 6-4        |
| 3. | 15 мая 2011     | Рим, Италия             | Грунт      | Сэм Куэрри       | Энди Роддик Марди Фиш                | Без игры       |
| 4. | 16 октября 2016 | Шанхай, Китай           | Хард       | Джек Сок         | Хенри Континен Джон Пирс             | 6-4 6-4        |
| 5. | 17 марта 2018   | Индиан-Уэлс, США        | Хард       | Джек Сок         | Боб Брайан Майк Брайан               | 7-6(4) 7-6(2)  |
| 6. | 24 июля 2021    | Кабо-Сан-Лукас, Мексика | Хард       | Ханс Хач Вердуго | Сем Вербек Хантер Риз                | 5-7 6-2 [10-4] |
| 7. | 19 марта 2022   | Индиан-Уэлс, США (2)    | Хард       | Джек Сок         | Сантьяго Гонсалес Эдуар Роже-Васслен | 7-6(4) 6-3     |
| 8. | 2 апреля 2022   | Майами, США             | Хард       | Хуберт Хуркач    | Уэсли Колхоф Нил Скупски             | 7-6(5) 6-4     |

#### Поражение (6)
| №  | Дата           | Турнир             | Покрытие | Партнёр         | Соперники в финале         | Счёт               |
| 1. | 2 мая 2010     | Рим, Италия        | Грунт    | Сэм Куэрри      | Боб Брайан Майк Брайан     | 2-6 3-6            |
| 2. | 9 апреля 2011  | Хьюстон, США       | Грунт    | Сэм Куэрри      | Боб Брайан Майк Брайан     | 7-6(4) 2-6 [5-10]  |
| 3. | 18 марта 2012  | Индиан-Уэлс, США   | Хард     | Сэм Куэрри      | Марк Лопес Рафаэль Надаль  | 2-6 6-7(3)         |
| 4. | 4 марта 2017   | Акапулько, Мексика | Хард     | Фелисиано Лопес | Джейми Маррей Бруно Соарес | 3-6 3-6            |
| 5. | 8 октября 2017 | Пекин, Китай       | Хард     | Джек Сок        | Хенри Континен Джон Пирс   | 3-6 6-3 [7-10]     |
| 6. | 15 мая 2022    | Рим, Италия (2)    | Грунт    | Диего Шварцман  | Никола Мектич Мате Павич   | 2-6 7-6(6) [10-12] |

### Финалычелленджерови фьючерсов в парном разряде (6)

#### Победы (3)
| №  | Дата            | Турнир         | Покрытие   | Партнёр         | Соперники в финале                 | Счёт               |
| 1. | 24 июля 2005    | Джоплин, США   | Хард       | Джереми Вурцман | Эндрю Андерсон Стивен Митчелл      | 6-7(3) 6-4 7-6(4)  |
| 2. | 21 октября 2007 | Калабасас, США | Хард       | Брайан Уилсон   | Роберт Кендрик Сесил Мамит         | 7-6(10) 4-6 [10-8] |
| 3. | 4 ноября 2007   | Луисвилл, США  | Хард (зал) | Трэвис Перротт  | Ричард Блумфилд Микаэль Рюдерстедт | 6-4 6-4            |

#### Поражения (3)
| №  | Дата            | Турнир          | Покрытие | Партнёр       | Соперницы в финале                  | Счёт              |
| 1. | 2 июля 2006     | Чико, США       | Хард     | Робби Пул     | Даниэль Гарса Бруно Эчагарай        | 4-6 4-6           |
| 2. | 30 июля 2006    | Лексингтон, США | Хард     | Колин Парселл | Санчай Ративатана Сончат Ративатана | 6-7(5) 6-4 [6-10] |
| 3. | 12 октября 2008 | Сакраменто, США | Хард     | Раджив Рам    | Брайан Баттистоун Дэнн Баттистоун   | 6-1 3-6 [4-10]    |

### Финалы командных турниров (3)

#### Победы (1)
| №  | Год  | Турнир        | Команда                   | Соперник в финале         | Счёт |
| 1. | 2011 | Кубок Хопмана | США · Маттек-Сандс, Изнер | Бельгия · Энен,Бемельманс | 2-1  |

#### Поражения (2)
| №  | Год  | Турнир               | Команда                    | Соперник в финале                            | Счёт |
| 1. | 2010 | Командный Кубок мира | США · не играл в финале    | Аргентина · Х. Монако, Э. Шванк, О. Себальос | 1-2  |
| 2. | 2015 | Кубок Хопмана        | США · С.Уильямс, Дж. Изнер | Польша · А.Радваньская, Е.Янович             | 1-2  |

## История выступлений на турнирах
| Турнир                       | 2007          | 2008          | 2009          | 2010          | 2011          | 2012  | 2013          | 2014          | 2015          | 2016  | 2017          | 2018          | 2019          | 2020          | 2021          | 2022          | 2023          | Итог   | В/П за карьеру |
| ---------------------------- | ------------- | ------------- | ------------- | ------------- | ------------- | ----- | ------------- | ------------- | ------------- | ----- | ------------- | ------------- | ------------- | ------------- | ------------- | ------------- | ------------- | ------ | -------------- |
| Турниры Большого шлема       |               |               |               |               |               |       |               |               |               |       |               |               |               |               |               |               |               |        |                |
| Открытый чемпионат Австралии | -             | 1Р            | 1Р            | 4Р            | 3Р            | 3Р    | -             | 1Р            | 3Р            | 4Р    | 2Р            | 1Р            | 1Р            | 3Р            | -             | 1Р            | 1Р            | 0 / 14 | 15-14          |
| Открытый чемпионат Франции   | -             | 1Р            | -             | 3Р            | 1Р            | 2Р    | 3Р            | 4Р            | 2Р            | 4Р    | 3Р            | 4Р            | -             | 2Р            | 3Р            | 3Р            | 1Р            | 0 / 14 | 22-14          |
| Уимблдонский турнир          | -             | 1Р            | -             | 2Р            | 2Р            | 1Р    | 2Р            | 3Р            | 3Р            | 3Р    | 2Р            | 1/2           | 2Р            | НП            | 1Р            | 3Р            | 1Р            | 0 / 14 | 18-14          |
| Открытый чемпионат США       | 3Р            | 1Р            | 4Р            | 3Р            | 1/4           | 3Р    | 3Р            | 3Р            | 4Р            | 3Р    | 3Р            | 1/4           | 3Р            | 1Р            | 1Р            | 2Р            | 2Р            | 0 / 17 | 32-16          |
| Итог                         | 0 / 1         | 0 / 4         | 0 / 2         | 0 / 4         | 0 / 4         | 0 / 4 | 0 / 3         | 0 / 4         | 0 / 4         | 0 / 4 | 0 / 4         | 0 / 4         | 0 / 3         | 0 / 3         | 0 / 3         | 0 / 4         | 0 / 4         | 0 / 59 |                |
| В/П в сезоне                 | 2-1           | 0-4           | 3-2           | 8-4           | 7-4           | 5-4   | 5-3           | 7-4           | 8-4           | 10-4  | 6-4           | 12-4          | 3-3           | 3-3           | 2-3           | 5-3           | 1-4           |        | 87-58          |
| Итоговые турниры             |               |               |               |               |               |       |               |               |               |       |               |               |               |               |               |               |               |        |                |
| Итоговый турнир ATP          | -             | -             | -             | -             | -             | -     | -             | -             | -             | -     | -             | Группа        | -             | -             | -             | -             | -             | 0 / 1  | 0-3            |
| Олимпийские игры             |               |               |               |               |               |       |               |               |               |       |               |               |               |               |               |               |               |        |                |
| Летняя олимпиада             | НП            | -             | Не проводился | Не проводился | Не проводился | 1/4   | Не проводился | Не проводился | Не проводился | -     | Не проводился | Не проводился | Не проводился | Не проводился | -             | Не проводился | Не проводился | 0 / 1  | 3-1            |
| Турниры Мастерс              |               |               |               |               |               |       |               |               |               |       |               |               |               |               |               |               |               |        |                |
| Индиан-Уэлс                  | -             | 2Р            | 4Р            | 4Р            | 3Р            | Ф     | 2Р            | 1/2           | 4Р            | 4Р    | 3Р            | 2Р            | 4Р            | НП            | 3Р            | 4Р            | 1Р            | 0 / 15 | 26-14          |
| Майами                       | -             | 1Р            | 2Р            | 3Р            | 4Р            | 3Р    | 3Р            | 4Р            | 1/2           | 2Р    | 3Р            | П             | Ф             | НП            | 4Р            | 2Р            | 1Р            | 1 / 15 | 26-14          |
| Монте-Карло                  | -             | -             | -             | -             | -             | -     | 1Р            | -             | 3Р            | -     | -             | -             | -             | НП            | -             | -             | -             | 0 / 2  | 2-2            |
| Мадрид                       | -             | -             | -             | 3Р            | 2Р            | 2Р    | 2Р            | 3Р            | 1/4           | -     | -             | 1/4           | -             | НП            | 1/4           | 2Р            | -             | 0 / 9  | 15-9           |
| Рим                          | -             | -             | -             | 2Р            | 1Р            | 2Р    | 1Р            | 1Р            | 3Р            | -     | 1/2           | 2Р            | -             | -             | -             | 2Р            | -             | 0 / 9  | 9-9            |
| Монреаль/Торонто             | -             | -             | 2Р            | -             | 2Р            | 1/2   | 1Р            | 1Р            | 1/4           | 2Р    | 1Р            | 3Р            | 2Р            | НП            | 1/2           | -             | -             | 0 / 11 | 15-11          |
| Цинциннати                   | 1Р            | 2Р            | 2Р            | 2Р            | 1Р            | -     | Ф             | 3Р            | 1Р            | 2Р    | 1/2           | 1Р            | 2Р            | 3Р            | 3Р            | 1/4           | 1Р            | 0 / 16 | 23-16          |
| Шанхай                       | Не проводился | Не проводился | 1Р            | 2Р            | -             | 3Р    | 2Р            | 3Р            | 3Р            | 1Р    | 3Р            | -             | 3Р            | Не проводился | Не проводился | Не проводился | -             | 0 / 9  | 11-9           |
| Париж                        | -             | -             | 2Р            | 2Р            | 1/2           | 2Р    | 3Р            | 2Р            | 1/4           | Ф     | 1/2           | 3Р            | 2Р            | -             | -             | 2Р            | -             | 0 / 12 | 18-12          |
| Статистика за карьеру        |               |               |               |               |               |       |               |               |               |       |               |               |               |               |               |               |               |        |                |
| Проведено финалов            | 1             | 0             | 0             | 4             | 3             | 4     | 4             | 2             | 2             | 2     | 2             | 2             | 2             | 0             | 1             | 1             | 1             | 31     |                |
| Выиграно турниров АТП        | 0             | 0             | 0             | 1             | 2             | 2     | 2             | 2             | 1             | 0     | 2             | 2             | 1             | 0             | 1             | 0             | 0             | 16     |                |
| В/П: всего                   | 8-5           | 11-19         | 27-18         | 38-24         | 36-21         | 45-21 | 39-24         | 39-20         | 45-25         | 33-21 | 38-22         | 34-22         | 30-18         | 10-10         | 23-13         | 23-17         | 9-14          |        | 489-317        |
| Σ % побед                    | 62 %          | 37 %          | 60 %          | 61 %          | 63 %          | 68 %  | 62 %          | 66 %          | 64 %          | 61 %  | 63 %          | 61 %          | 63 %          | 50 %          | 64 %          | 58 %          | 39 %          |        | 61 %           |

К — проигрыш в квалификационном турнире.